# Флаг Сокола (Вологодская область)

## Описание
«Полотнище с отношением ширины к длине 2:3, несущее изображение фигур и цветов полей герба района и города в упрощенной версии».'

## История
Утвержден Решением Совета самоуправления Сокольского муниципального района от 26 июня 2003 года. и внесён в Государственный геральдический регистр Российской Федерации с присвоением регистрационного номера 1199.